# Stazione di Ginevra Sécheron
La stazione di Ginevra Sécheron (in francese Gare de Genève-Sécheron), è una stazione ferroviaria di Ginevra, in Svizzera, situata nel quartiere di Sécheron della città a nord della stazione Cornavin.
La località di Sécheron, da cui prende nome la stazione, è sede dell'importante attività industriale della ABB Sécheron. È in prossimità delle sedi di tutte le organizzazioni internazionali di Ginevra, come le Nazioni Unite, del Comitato Internazionale della Croce Rossa e dell'Organizzazione Mondiale del Commercio.
È punto di interscambio con le linee 13 e 15 dei tram del trasporto pubblico di Ginevra. Nel 2019 è entrata a far parte della rete Léman Express.